# 伊藤卓美
伊藤 卓美（いとうたくみ、1946年1月15日 -  ）は、日本の版画家。

## 経歴
母の実家である宮城県登米郡登米町（現・登米市）で、洋画家である伊藤悌三の三男として生まれる。高校2年の時、版画家の馬淵聖が版画で作成した父宛の年賀状と出会い、自身も本格的に版画制作を始める。秋田の版画家勝平得之の影響を受けた民俗芸能をテーマにした作品で、1967年に初の個展を開く。
1979年に日版会版画展に『群鹿』を出品、新人賞を獲得して会友に推挙される。以後日版会賞や文部大臣賞を受賞した。2004年に日版会会長となるが、自作の版画制作を優先すべく2014年に退会した。
2024年に、岩手県花巻市の第34回イーハトーブ賞を受賞した。

## 作風
宮沢賢治の文学、民俗芸能といった題材を木版画で表現した作品を手がけている。
また、前川千帆や武井武雄らの影響を受けて木版画による手造りの限定本・歌留多の制作を手掛けている。2014年からは、「東京に残る“江戸”」の探索をテーマとした「東京江戸百景」を10年計画で制作している。他には、学校等で歌われなくなった童謡・唱歌100曲を「歌留多」にした。

## 著作

### 書籍
※版元がないものは私家版絵本。
- 『鹿踊りのはじまり』1979年
- 『尽し尽し』1980年
- 『賢治絵葉書帳』1982年
- 『私のきっからぼっこ』1985年
- 『木版いろは書票集』吾八書房、1986年
- 『花の書票集』吾八書房、1991年
- 『どんぐりと山猫』1997年
- 『もらってうれしい木版画の年賀状』日貿出版社、2000年
- 『宮沢賢治の山猫と遊ぶ楽しい木版画教室』日貿出版社、2002年
- 『どんぐりと山猫』（点字本）2006年

### 歌留多
- 「郷土玩具書票いろは歌留多」1989年
- 「花の書票いろは歌留多」1993年
- 「宮沢賢治書票歌留多」1995年
- 「花かるた」2003年
- 「宮沢賢治書票歌かるた」2004年
- 「日本の歌故郷の歌かるた」2010年
- 「続日本の歌故郷の歌かるた」2013年

### 切手原画制作
- ふるさと切手「秩父の夜祭」（2点）2000年11月

## 作品収蔵
- ピーボディー博物館 - 民俗芸能作品48点（1983年）
- 杭州市美術館 - 「豊穣乱舞」（1995年）
- アメリカ議会図書館 - 「権現様集合の図」（2005年）